# Charles Edwin
Charles Edwin (c. 1699 - 29 juin 1756) est un homme politique gallois qui siège à la Chambre des communes de 1741 à 1756.

## Biographie

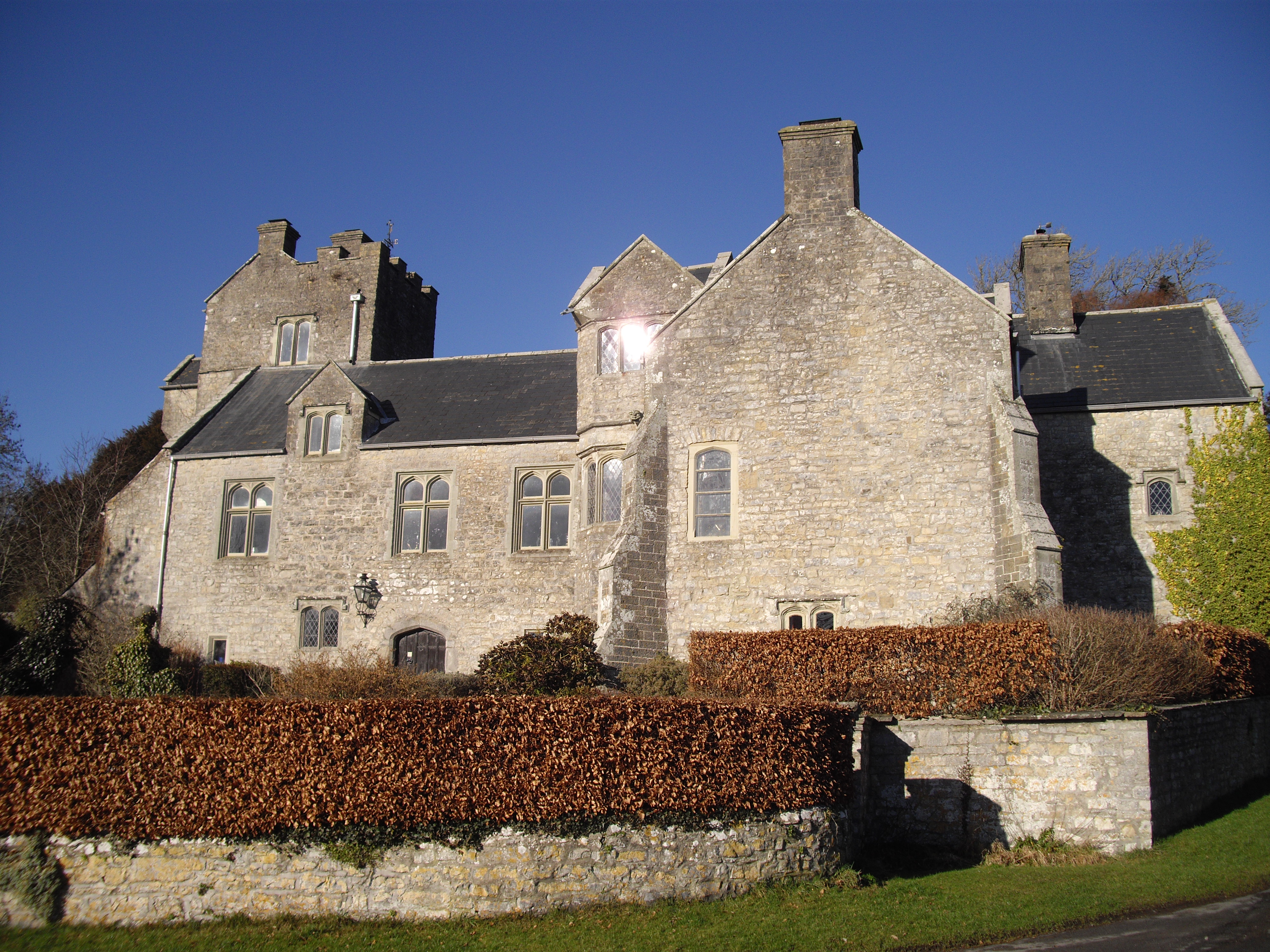
Llanmihangel

Il est le fils aîné de Samuel Edwin (en), député de Llanmihangel Plas, Glamorgan, et petit-fils d'Humphrey Edwin (en), Lord-maire de Londres en 1698. Sa mère est Lady Catherine Montagu, fille de Robert Montagu (3e comte de Manchester). Il succède à son père en 1722 et, en 1735, à son oncle Thomas Edwin pour les domaines de Surrey, Sussex et Northamptonshire. Le 1er mai 1736, Edwin épouse Charlotte Hamilton (1707-1777), fille de James Hamilton (4e duc de Hamilton).

## Carrière
Il est nommé shérif du Northamptonshire de 1739 à 1740,. Il se rend par hasard à une réunion pour désigner l'amiral Vernon comme candidat à Westminster lors des élections générales de 1741 et se présente comme candidat à la vice-présidence. Lors du scrutin, le Haut-huissier supérieur ferme arbitrairement tôt le scrutin et convoque des soldats pour les protéger lorsqu'il déclare les candidats du gouvernement élus. Un comité composé d'électeurs indépendants, comprenant des membres de la gentry et des avocats, est formé pour contester le résultat. Le Parlement déclare l'élection nulle en raison de la présence de soldats. Il est constaté que l'huissier de justice avait reçu des fonds secrets et est condamné à une peine de prison. Le gouvernement ne pouvait présenter aucun candidat à la reprise des élections et Edwin est élu sans opposition en tant que député de Westminster le 31 décembre 1741. En 1747, Edwin est réélu sans opposition en tant que député de Glamorgan. Il est réélu à nouveau sans opposition aux élections générales de 1754.
Edwin est décédé sans descendance le 29 juin 1756. Il laisse Llanmihangel Plas à sa sœur Ann, qui a épousé Thomas Wyndham. Leur fils Charles Wyndham a changé de nom et s'appelle désormais Edwin après avoir hérité des domaines à la mort de sa mère.